# Georges Warda
Georges (en syriaque Ghiwarghis), surnommé Warda (« la Rose »), qui a vécu au XIIIe ou au XIVe siècle, est l'auteur ou compilateur traditionnellement assigné à un recueil d'hymnes en langue syriaque de l'Église d'Orient, intitulé le Livre de la Rose (Kthava d-warda).

## Œuvre
On ne sait trop si l'auteur ou compilateur a été surnommé d'après le titre du recueil, ou si c'est l'inverse. Dans les deux cas, la métaphore de la rose a pour fondement la beauté des hymnes. Elle fait écho à la poésie persane (cf. le Golistan de Saadi).
Le recueil présente un nombre varié d'hymnes selon les manuscrits, souvent récents (XIXe siècle). En tout, environ cent cinquante poèmes sont attribués traditionnellement à « Georges Warda ». Ce sont des hymnes pour différentes fêtes de l'année, des commémorations de saints et de martyrs, des exhortations à la repentance. Il s'agit souvent de la reprise d'un matériau traditionnel (memré d'Éphrem de Nisibe ou de Narsaï) dans un langage poétique très sophistiqué. Ces compositions s'appellent en syriaque  'onyatha (au singulier  'onitha). La mélodie sur laquelle il faut entonner chacune, et les occasions et moments de la liturgie qui conviennent, sont généralement notés au-dessus du texte dans les manuscrits.
Plusieurs hymnes sont la commémoration d'événements historiques calamiteux (famines, guerres, épidémies). L'une porte sur une famine qui a frappé le nord de la Mésopotamie en 1223/24, une autre sur les raids mongols qui ont affligé la région en 1235/36. Cependant, l'hymne Sur les catholicos de l'Orient, également attribué à Georges Warda, mentionne Timothée II (regn. 1318-1332). Le nom de Georges Warda ne figure pas dans le Catalogue des auteurs ecclésiastiques d'Ébedjésus de Nisibe, probablement achevé vers 1315 (mais pas plus que celui de Khamis bar Qardahé, autre hymnographe important, auteur du recueil appelé le Khamis, qui a vécu à la fin du XIIIe  et au début du XIVe siècle).
On suppose parfois que Georges Warda était d'Erbil, parce qu'un manuscrit conservé à Berlin (Ms. Sachau 64), du XVIIIe siècle, attribue une hymne à « Georges d'Erbil ». Cependant il s'agit peut-être d'une erreur, car un évêque et auteur nestorien du IXe siècle est connu sous ce nom. Khamis bar Qardahé était prêtre à Erbil.
Trente-cinq hymnes sur environ cent cinquante ont fait l'objet d'éditions imprimées.

## Éditions
- Theodor Nöldeke (éd.), « Zwei syrische Lieder auf die Einnahme Jerusalems durch Saladin » (2 hymnes sur la prise de Jérusalem par Saladin en 1187, texte syriaque et traduction allemande), Zeitschrift der Deutschen Morgenländischen Gesellschaft, vol. 27, p. 489-510.
- Isak Folkmann (éd.), Ausgewählte nestorianische Kirchenlieder über das Martyrium des heiligen Georg, von Giwargis Warda (7 hymnes, texte syriaque, traduction allemande pour deux), Kirchhain, Max Schmersow, 1896.
- Heinrich Hilgenfeld (éd.), Ausgewählte Gesänge des Giwargis Warda von Arbel (7 hymnes, texte syriaque et traduction allemande), Leipzig, 1904 (réimpr. Gorgias Press, 2012).
- Philippe Gignoux (éd.), « Un poème inédit sur l'homme-microcosme de Guiwarguis Wardā (XIIIe siècle) », dans Id. (dir.), Ressembler au monde : nouveaux documents sur la théorie du macro-microcosme dans l'Antiquité orientale, Bibliothèque de l'École des hautes études, Section des sciences religieuses, n° 106, Brepols, Turnhout, 1999, p. 95-189.
- Anton Pritula (éd.), « An autobiographic hymn by Givargis Warda », dans Martin Tamcke (dir.), Syriaca II, Münster, 2004, p. 229-241.
- Anton Pritula (éd.), « A Hymn by Givargis Warda on the Childhood of Christ », dans Martin Tamcke et Andreas Heinz (dir.), Die Suryoye und ihre Umwelt, Münster, 2005, p. 423-451.
- Anton Pritula (éd.), « A Hymn on Tiflis from Warda Collection : A Transformation of the Muslim Conquerors into Pagans », dans Sophia Vashalomidze, Manfred Zimmer et Jürgen Tubach (dir.), Representation of the Mongols in the Caucasus (XIIIe – XVe siècle), Wiesbaden, 2012.